# Julio Nuín
Julio Alberto Nuín – piłkarz argentyński, pomocnik. Później trener.
Nuín w 1958 roku został graczem klubu River Plate. Jako piłkarz klubu River Plate był w kadrze reprezentacji podczas turnieju Copa América 1959, gdzie Argentyna zdobyła mistrzostwo Ameryki Południowej. Nuín nie zagrał w żadnym meczu.
W latach 1960–1964 w klubie Atlanta Buenos Aires rozegrał 113 meczów i zdobył 18 bramek. Łącznie w lidze argentyńskiej Nuín rozegrał 152 mecze i zdobył 23 bramki.
Po zakończeniu kariery piłkarskiej został trenerem – pracował m.in. w klubie Ituzaingó Buenos Aires.